# ジェームズ・エドワード・ガン

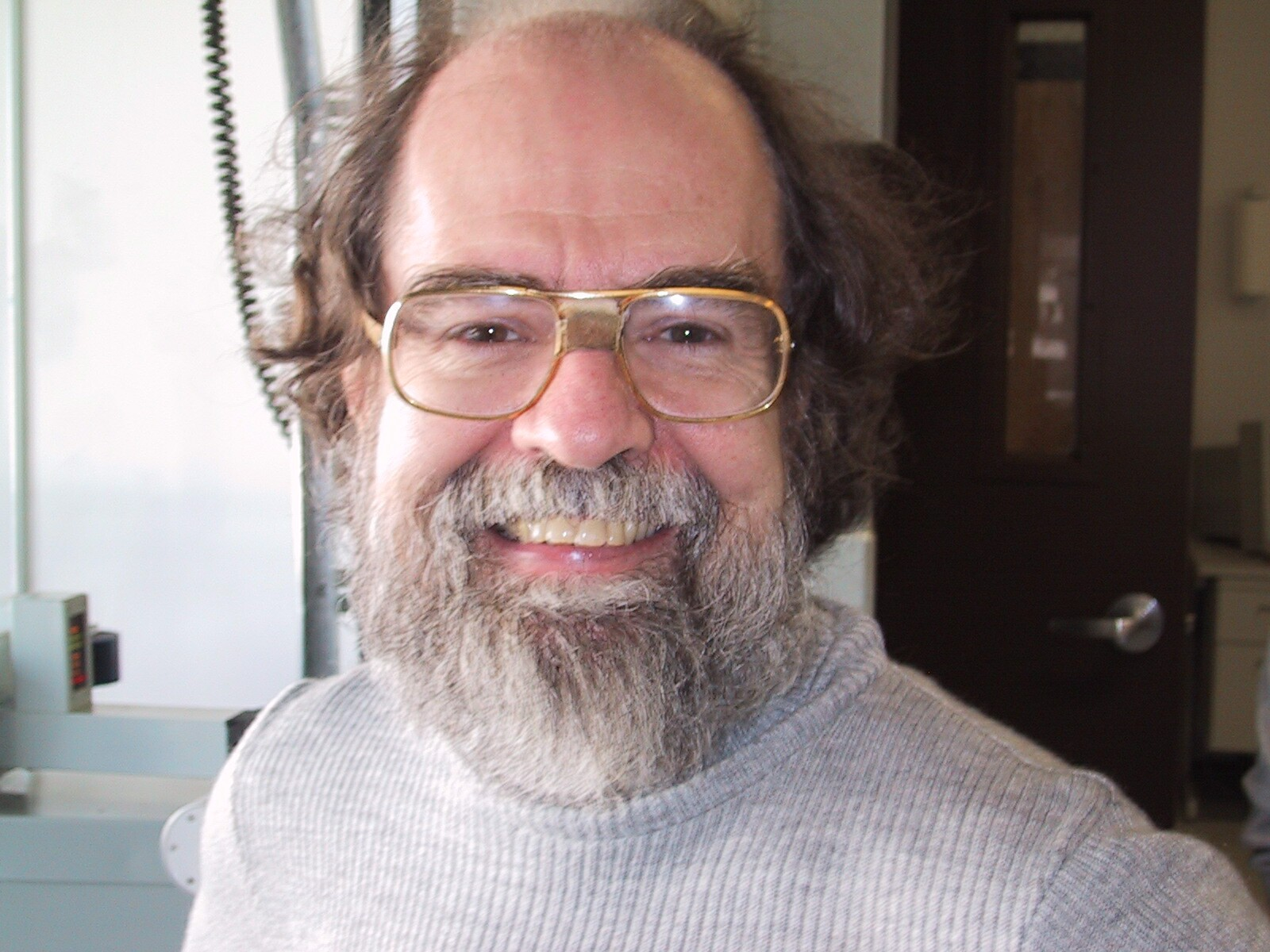
ジェームズ・E・ガン

ジェームズ・エドワード・ガン（James Edward Gunn、1938年10月21日 - ）は、アメリカ合衆国の天文物理学者である。 ブルース・ピーターソンとともに、初期宇宙の残留水素原子によるスペクトルの紫外線領域の吸収「ガン＝ピーターソンの谷」（または「ガン＝ピーターソン効果」）のあることを予言した。

## 経歴
テキサス州リヴィングストン出身。ライス大学卒業後、1966年カリフォルニア工科大学で博士号を取得し、1968年からプリンストン大学で研究した。プリンストン大学天文学講座のEugene Higgins Professorを務めた。
銀河の生成に関する理論的研究を行いクエーサーの発見された後の、1965年ピーターソンとともにガン・ピーターソン効果の存在を予測した。2000年代になって、赤方偏移が大きいクエーサーのスペクトルにガン・ピーターソン効果による吸収域が検出され、予測の正しかったことが示された。ガン・ピーターソン効果は初期宇宙が紫外線をよく吸収する電離していない水素原子からなる濃いガスで満ちていた時代があったことを示すものである。
デジタル・カメラを使った天文観測計画を指導し、1998年に始まったスローン・デジタル・スカイサーベイ (SDSS) では主任研究員をつとめた。

## 賞・叙勲等
賞
- ハイネマン賞天体物理学部門（1988年）
- 王立天文学会ゴールドメダル（1994年）
- カナダ天文学会　Petrie Prize（2001年）
- アメリカ天文学会　Joseph Weber Award（2002年）
- 米国天文学会 ヘンリー・ノリス・ラッセル講師職（2005年）
- クラフォード賞（2005年）
- グルーバー賞宇宙論部門 （2005年）
- アメリカ国家科学賞（2008年）
- ブルース・メダル（2013年）
- 京都賞基礎科学部門（2019年）